# Pselligmus
Pselligmus là một chi nhện trong họ Nemesiidae.
Pselligmus được miêu tả năm 1892 bởi Simon.

## Soort
Pselligmus có các loài sau:
- Pselligmus infaustus Simon, 1892